# Din Muhàmmad
Din Muhammad Khan fou kan pretendent dels uzbeks al Khurasan, primer kan de la dinastia djànida o astrakhànida, únic a Khurasan, i el primer sobirà efectiu de la nissaga que poc després va governar a Bukharà. El seu ancestre era Küçük Muhammad (1435–1459) de l'Horda d'Or que va tenir dos fills, Ahmed Khan i Txuvak Sultan; aquest segon fou el pare de Mangixlak, el qual va tenir un fill de nom Muhammad Sultan (conegut com a Yar Muhammad Sultan). Aquest vivia a Astracan però al cap de poc de la conquesta de la ciutat pels russos va emigrar cap al país uzbek on el kan Iskandar li va donar la mà de la seva filla Zehra Khanum per al seu fill Djani Beg (Jani Sultan, també esmentat com Jan, Janibeg, Janibek i altres variacions) probablement el 1567. Din Muhammad era fill de Djani Beg i va exercir durant el govern del seu cunyat Abd Allah alguns governs al Khurasan.
Així doncs l'esmentat Djani Beg, que dona nom a la dinastia djànida o astrakhànida, va estar casat amb una germana d'Abd Allah ibn Iskandar i fou cunyat per tant del khakan, però després de la seva mort el 1598, fou empresonat per Abd-al-Mumin ibn Abd-Al·lah; llavors el seu fill, Din Muhammad (governador de Nissa i Baverd al Khurasan), va planejar rebel·lar-se i apoderar-se d'Herat que estava sota el control de Khaji Beg, lloctinent d'Abd al-Mumin; en esclatar la revolta el governador va refusar entregar la ciutat, però a la mort d'Abd al-Mumin (el mateix 1598), i quan es va saber que els perses havien mobilitzar un exèrcit per recuperar Khurasan, Khaji, amb el suport dels altres amirs, va obrir les portes d'Herat a Din Muhammad i el va proclamar kan. Din (conegut també com a Tilim Sultan), era (com s'ha dit) el fill de la germana d'Abd Allah ibn Iskandar i de Djani Beg i, per tant, nebot per via femenina del gran kan uzbek. L'avi de Din Muhammad i de Baki Muhammad, anomenat Yar Muhammad i conegut com a Kari (el Gris), un home d'edat avançada, va tornar precisament llavors de la Meca on havia fet el pelegrinatge i Din Muhammad va imposar que la khutba fos llegida en nom seu i va posar també el seu nom a les monedes que es van encunyar; Din Muhammad no fou reconegut a Merv on es va proclamar Kasim Sultan, que és esmentat com a parent d'Abd Al·là sense establir quina mena de parentiu, però al cap de poc fou enderrocat i executat per Wali Muhammad, germà petit de Din Muhammad, que va agafar el govern de la ciutat nominalment en nom de Yar Muhammad. Djani segurament va ser alliberat i hauria quedat com nominal hereu de Yar Muhammad.
Els perses van entrar al Khurasan a l'estiu del 1598, van derrotar a Din Muhammad prop de Pul-i Sar (Sar-i Pul?) a l'est d'Herat, batalla en la qual se suposa que van morir Djani Beg i Yar Muhammad. Si no fou així van morir poc després de la batalla suposadament a mans dels perses. Din Muhammad va haver de fugir, ferit, cap a territori dels turcmens; es va refugiar amb els nòmades Karai a la regió d'Andkhuy però fou reconegut per les seves robes reials i assassinat. La seva esposa va poder salvar-se mercès al sacrifici del seu servidor Khaki Yasaul que la va posar en una bossa, i en una altra els dos fills Imam Kuli i Nadir o Nasr Muhammed, penjant les bosses a cada costat de la seva muntura, i llavors va fugir galopant; una bala va tocar a Nadir al peu i el va deixar coix de per vida.